# سيكوستيرويد

إركوكالسيفـرول (D2)

السيكوسترويد (بالإنجليزية: Secosteroid)‏ هي مجموعة من المركبات الكيميائية تتكون بشكل طبيعي مستمدة من السترويدات.

كوليكالسيفيرول (D3)

جزيء السيكوسترويد مشابه للستيرويد ولكن مكسور الحلقة. حيث أن ذرتي الكربون (9 و 10) من الحلقة-(B) غير مرتبطتين بعكس السترويدات. في البشر تعرف السيكوسترويد بفيتامين (D).

## مراجع

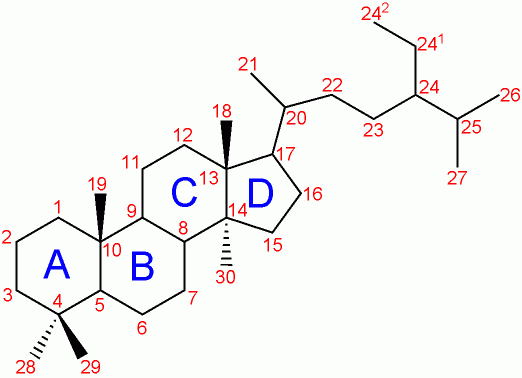
التركيبة الهيكلية للسترويدات؛وفي السيكوسترويدات الحلقة-B مفتوحة.